# Eike Immel
Eike Immel (* 27. November 1960 in Erksdorf, heute zu Stadtallendorf) ist ein ehemaliger deutscher Fußballspieler. Der Torwart gehörte als Nationalspieler bei den Weltmeisterschaften 1982 und 1986 und den Europameisterschaften 1980 und 1988 dem Kader an.

## Karriere als Spieler

### Vereine
Als 15-Jähriger verließ Immel seine Jugendmannschaft TSV Eintracht Stadtallendorf und wechselte in die Jugendabteilung von Borussia Dortmund. Für die Profimannschaft von Borussia Dortmund debütierte er am 12. August 1978 (1. Spieltag der Bundesliga-Saison 1978/79) als 17-Jähriger beim 1:0-Sieg gegen den FC Bayern München.
Er wechselte 1986 von Borussia Dortmund, für die er insgesamt 247 Bundesligaspiele bestritten hatte, als Nummer drei der A-Nationalmannschaft zum VfB Stuttgart. In der Saison 1991/92 feierte Immel mit dem Gewinn der deutschen Meisterschaft seinen größten Erfolg.
In der Saison 1995/96 gab sein Trainer Rolf Fringer dem Nachwuchskeeper Marc Ziegler den Vorzug. Immel entschied sich deshalb, den VfB zu verlassen und wechselte in die Premier League zu Manchester City.
Immel absolvierte 534 Bundesligaspiele und nimmt damit Platz sieben der Liste der Rekord-Spieler der Fußball-Bundesliga ein. 287 Spiele davon bestritt er für den VfB Stuttgart. Von den Torhütern hat nur Oliver Kahn mehr Liga-Spiele absolviert. Er ist der Bundesliga-Torhüter mit den meisten Gegentoren: insgesamt 829. Nach „Zu-Null“-Spielen belegt Immel mit 148 Partien ohne Gegentor Platz vier hinter Manuel Neuer, Oliver Kahn und Oliver Reck.
Seine Karriere musste er in England wegen eines Hüftleidens beenden.

### Nationalmannschaft
Immel absolvierte von 1975 bis 1978 Länderspiele für die Nachwuchsmannschaften des DFB und am 8. November 1978 ein Länderspiel für die Amateur-Nationalmannschaft, die in Den Haag der Auswahl der Niederlande mit 0:2 unterlegen war.
Immel war Juniorenauswahlspieler und wurde bei der U-21-Europameisterschaft 1982 Vizeeuropameister.
Am 11. Oktober 1980 war er mit 19 Jahren der jüngste Torhüter, der je für eine deutsche Fußballnationalmannschaft antrat. Das 1:1-Unentschieden in Eindhoven gegen die Auswahl der Niederlande war sein Debüt. Er stand bei den Europameisterschaften 1980 und 1988 und den Weltmeisterschaften 1982 und 1986 jeweils im deutschen Kader, das EM-Turnier 1988 spielte er als Stammtorhüter durch. Bis 1988 stand Immel insgesamt 19 Mal im Tor der deutschen Nationalmannschaft.
1988 kam es zum Streit zwischen ihm und Teamchef Franz Beckenbauer. Aufgrund einer noch nicht ausgeheilten Verletzung Immels hatte Beckenbauer dem jungen Bodo Illgner im ersten Qualifikationsspiel zur Weltmeisterschaft 1990 gegen Finnland den Vorzug gegeben. Immel, der darauf bestanden hatte zu spielen und kein Verständnis für die Entscheidung Beckenbauers zeigte, trat daraufhin umgehend zurück. Auch Versuche von Kapitän Lothar Matthäus ihn noch umzustimmen brachten nichts. Drei Tage nach seinem Rücktritt bekräftigte er bei einem Besuch in der ZDF-Sendung Wetten, dass..?. seinen Rücktritt öffentlich: "Ja, ich bleibe dabei. Ich werde nicht mehr in der Nationalelf spielen." Im Anschluss spielte Immel nie wieder für Deutschland. Jahrzehnte später räumte Immel ein, der Rücktritt sei ein "Riesenfehler" gewesen, da er zwei Jahre später Weltmeister geworden wäre und er zudem gar nicht erst versucht habe, um seinen Platz zu kämpfen. Seinen Fehler erkannt habe er dabei durch Oliver Kahns Verhalten bei der Weltmeisterschaft 2006 (Kahn hatte seinen Stammplatz an Jens Lehmann verloren und seine Rolle als Ersatzmann akzeptiert und war Teil des Kaders), dieses habe ihm gezeigt, was er hätte tun sollen.
Immel wurde für den Gewinn des Europameistertitels 1980 mit dem silbernen Lorbeerblatt ausgezeichnet.

## Erfolge als Spieler

### Vereinsmannschaften
- Deutscher Meister (1): 1992 mit dem VfB Stuttgart
- DFB-Supercup-Sieger (1): 1992 mit dem VfB Stuttgart
- UEFA-Pokal-Finalist (1): 1989 mit dem VfB Stuttgart
- DFB-Hallenpokal-Finalist (2): 1989, 1993 mit dem VfB Stuttgart

### Nationalmannschaft
- Europameister 1980 ohne Einsatz
- Zweiter der Weltmeisterschaft 1982, 1986 ohne Einsatz
- Zweiter der U-21-Europameisterschaft 1982

## Karriere als Trainer
Seine Trainerkarriere begann Eike Immel beim württembergischen Verbandsligisten VfR Heilbronn, mit dem er 1999 als Vizemeister hinter der SpVgg Au/Iller in die Oberliga Baden-Württemberg aufstieg. Im März 2001 wechselte er in die Türkei, zunächst zu Beşiktaş Istanbul, wo er (wie auch bei den folgenden Stationen) unter Christoph Daum als Torwarttrainer arbeitete. Nach dessen Demission im Mai 2002 wechselte er im Oktober 2002 zum FK Austria Wien, ehe er zwischen Juli 2003 und Dezember 2005 beim türkischen Rekordmeister Fenerbahçe Istanbul tätig war und Volkan Demirel trainierte. Seitdem bei Immel jedoch Femurkopfnekrose diagnostiziert wurde, kann er seinem Beruf als Torwarttrainer nicht mehr nachgehen. Von Sommer 2019 bis Sommer 2020 trainierte Immel die zweite Mannschaft von Eintracht Stadtallendorf in der Kreisliga A Marburg.

## Fußballschulen
Im Jahr 2008 gründete Eike Immel die Eike-Immel-Torwartschule in Kassel. Laut Medienberichten ist dieses Projekt jedoch bereits im Jahr 2009 wieder „eingeschlafen“. Im April 2013 eröffnete die 'Eike Immel Fußballschule' in Frankfurt, die aber zwischenzeitlich wieder geschlossen wurde.

## Fernsehauftritte
Vom 11. Januar bis zum 24. Januar 2008 nahm Eike Immel an der dritten Staffel der RTL-Show „Ich bin ein Star – holt mich hier raus!“ teil, bei der er den 5. Platz belegte.
Eike Immel trat 2008 auch bei Das perfekte Promi-Dinner, Schmidt & Pocher und Nachtcafé auf. Immel war dreimal in der Fernsehsendung Markus Lanz zu Gast. In der Sendung vom 8. Februar 2012 erklärte er, seit seiner Geburt auf dem linken Auge eine Sehfähigkeit von unter 20 % zu haben. Das räumliche Sehen habe er sich schon seit frühester Kindheit antrainiert, obwohl er „beim ersten Versuch, mit dem Finger in ein Wasserglas zu treffen, es sicher nicht schaffen würde“. Am 13. Juni 2012 diskutierte er über das EM-Spiel Deutschland gegen die Niederlande. Sein dritter Besuch war am 11. September 2014. Am 2. Dezember 2014 war er Gast in der Sendung Menschen bei Maischberger. 2015 kämpfte er zusammen mit 26 anderen Kandidaten in der Sendung Ich bin ein Star – Lasst mich wieder rein! um einen Platz im Dschungelcamp 2016. 2025 war er bei Promis unter Palmen zu sehen.

## Musikaufnahmen
Zusammen mit seinem Dschungel-Kollegen Bata Illic nahm Immel die Single Wie ein Liebeslied auf, die am 29. Februar 2008 veröffentlicht wurde.
Am 26. Juni 2009 erschien sein Solo-Album Meine andere Seite.

## Privates
Immel entstammt einer Landwirtsfamilie aus dem nordhessischen Zweig der Familie Immel. Er ist Vater einer Tochter und eines Sohnes.
Im Jahr 1988 unterstützte er den Wahlkampf von Lothar Späth (CDU) in Baden-Württemberg.
Eike Immel gehört dem Kuratorium der Stiftung Jugendfußball an. Die Stiftung Jugendfußball wurde im Jahr 2000 von Jürgen Klinsmann, weiteren Nationalspielern sowie den Dozenten des Fußball-Lehrer-Sonderlehrgangs gegründet.
Im April 2008 musste Immel Privatinsolvenz anmelden, weil er sich durch langjährige hohe Konsumausgaben finanziell übernommen hatte und Bauherrenmodelle im Totalverlust geendet hatten. Er bezieht – Stand April 2024 – Bürgergeld. Mehrfach musste er sich wegen Kokainbesitzes vor Gericht verantworten. Am 7. August 2025 wurde Immel vom Amtsgericht Marburg zu einer Freiheitsstrafe von 2 Jahren und zwei Monaten wegen Betrugs in 107 Fällen (Schaden 34.000 Euro) verurteilt. Eine Berufung ist möglich. Immel hatte sich in 106 Fällen Geld geliehen und nicht zurückgezahlt. Wegen eines gleichartigen Falls (Schaden 15.000 Euro) war er bereits 2008 vom gleichen Amtsgericht zu einer Geldstrafe von 5.200 Euro verurteilt worden.